# Internetsoziologie
Die Internetsoziologie beinhaltet die Anwendung soziologischer Theorien und Methoden in Hinblick auf die Digitalisierung im Allgemeinen und das Internet als Quelle von Information und Ort der Kommunikation. Soziologen kümmern sich dabei um die sozialen Auswirkungen der digitalen Technologie. Die Bandbreite der Themen ist groß und reicht von sozialen Netzwerken, virtuellen Gemeinschaften und Formen und Wegen der sozialen Interaktion bis zu Computer- und Internetkriminalität oder Cyberkrieg.
Das Internet als neueste Ausprägung der „Informationsrevolution“ interessiert Soziologen in vielerlei Hinsicht: Als ein Werkzeug der Forschung (beispielsweise in Form von Onlineumfragen), als Diskussions- und Kollaborationsplattform und als eigener Forschungsgegenstand. Die Internetsoziologie im engeren Sinne beschäftigt sich mit der Analyse digitaler Gesellschaften, Communitys, Kollektive, wie sie zum Beispiel in Newsgroups vorzufinden sind, aber auch mit virtuellen Welten, sie widmet sich dem organisationalen Wandel – katalysiert durch neue Medien wie das Internet – und auch dem (sozialen) Wandel von der industriellen zur Informationsgesellschaft. Onlinecommunitys können statistisch erforscht werden, beispielsweise durch Netzwerkanalyse, gleichzeitig aber auch qualitativ interpretiert werden, zum Beispiel durch virtuelle Ethnographie. Sozialer Wandel kann durch demographische Tools analysiert werden oder durch die Interpretation wechselnder Messages und Symbole, was beispielsweise auch in den Medienwissenschaften üblich ist.

## Entstehung der Disziplin Internetsoziologie
Das Internet ist medienhistorisch nicht nur eine junge, sondern auch eine revolutionäre Entwicklung. Robert Darnton sagt dazu, es sei ein revolutionärer Wandel, der „gestern geschah, oder vorgestern, abhängig davon, wie man es misst“ (Original: „took place yesterday, or the day before, depending on how you measure it“). Das Internet entwickelte sich aus dem Vorläufer ARPANET, welches auf das Jahr 1969 datiert; der Begriff wurde 1974 geprägt. Das World Wide Web, so wie wir es heute kennen, wurde Mitte der 1990er Jahre geprägt, als grafische Benutzeroberflächen und Services wie E-Mail populär wurden und größere (nicht-wissenschaftliche und nicht-militärische, dafür private und kommerzielle) Zielgruppen erreichten. Der Browser Internet Explorer erschien 1995, der Netscape Navigator ein Jahr zuvor. Google wurde 1998 gegründet, Wikipedia kam 2001 hinzu. Facebook, MySpace und YouTube folgten um das Jahr 2005. Das Web 2.0 ist weiter stark wachsend, ebenso die Menge der Informationen, die im Netz allgemein verfügbar sind und auch die Nutzerzahlen steigen weiterhin stark an. Dadurch stieg auch der Einfluss des Internets auf die Gesellschaft und so auch die Relevanz einer soziologischen Analyse.

## Forschungstrends
DiMaggio und andere sehen fünf Bereiche, auf die sich die Erforschung des Internets aus sozialwissenschaftlicher Sicht fokussiert:
1. Ungleichheit (z. B. Digital Divide)
2. Soziales (kollektives) Kapital (bezogen auf die Verschiebung von analogen zu digitalen Aktivitäten, z. B. vom nichtdigitalen Vereinsleben zum sozialen Netzwerk Facebook)
3. Politische Partizipation (bezogen auf Öffentlichkeit, Zivilgesellschaft und deliberative Demokratie)
4. Organisationen und Gewerbe
5. Kulturelle Partizipation und Vielfalt

In der Frühphase des Internets „orakelte“ man, dass das Internet alles ändern würde – oder auch nichts; im Laufe der Zeit entwickelte sich jedoch die Ansicht, dass es eher Ergänzungen als Ersetzungen traditioneller Medien geben würde. Dies führte zu einem Überdenken der Idee der 1990er Jahre, dass es eine Konvergenz von neuen und alten Medien geben würde. Unabhängig davon eröffnet das Internet die seltene Gelegenheit des Studiums der Veränderungen, die neu aufkommende Informations- und Kommunikationstechnologie mit sich bringt.

## Soziale Auswirkungen
Die Digitalisierung der Gesellschaft hat Auswirkungen in allen Teilbereichen unserer Lebenswelt. Einige Beispiele sollen Notwendigkeit und Relevanz der sozialwissenschaftlichen Auseinandersetzung mit der Digitalisierung verdeutlichen:

### Allgemein
Das Internet hat neue Formen der sozialen Interaktion und Beziehungen kreiert, darunter soziale Netzwerke wie Facebook und MySpace, aber auch Websites wie meetup.com, Couchsurfing und Warm Showers, welche Offline-Interaktion fördern sollen.
Während virtuelle Gemeinschaften oftmals rein virtuell bleiben sollten, haben Forscher inzwischen festgestellt, dass digital begründete soziale Beziehungen oftmals sowohl on- als auch offline gepflegt werden.
Es gibt intensive Debatten über die Auswirkungen des Internets auf starke und schwache Bindungen: kreiert das Netz mehr oder weniger soziales Kapital, spielt es eine Rolle in Hinblick auf soziale Isolation und kreiert es mehr oder weniger soziale Umgebungen.

### Politische Organisation und Zensur
Das Internet hat in den Industrienationen zweifellos Bedeutung als politisches Werkzeug erlangt. Beispielhaft sind dafür der Wahlkampf von Barack Obama im Jahre 2008 oder die Vernetzung von transnationalen Parteien wie beispielsweise der Piratenparteien. Soziale Bewegungen und andere Organisationen nutzen das Netz, um gleichermaßen Offline- wie Online-Aktivismus durchzuführen. In manchen Ländern wie Kuba, Iran und Nordkorea werden Filter- und Zensursoftware und -hardware eingesetzt, um Zugangsbeschränkungen zu vollziehen. Andere Länder wiederum stellen den Besitz bestimmter Daten, beispielsweise Kinderpornographie, unter Strafe, filtern jedoch nicht zielgerichtet das Internet. In Ländern wie Deutschland werden Websites gesperrt, wenn eine autorisierte behördliche Stelle dazu auffordert, beispielsweise mithilfe eines Gerichtsurteils.

### Philanthropie
Die Verbreitung günstiger Internetzugangsmöglichkeiten in Entwicklungsländern hat neue Möglichkeiten eröffnet, Geld von Individuum zu Individuum zu spenden oder Mikrokredite zu vergeben. Websites wie Donors Choose oder Global Giving erlauben Mikrospenden, welche direkt individuellen Projekten zufließen. Peer-to-Peer-Kredite sind dabei eine besondere Spielart digitaler Philanthropie: gesammelt werden Spenden für Mikrofinanzorganisationen, welche wiederum Informationen und Geschichten (im Namen) der Schuldner veröffentlichen, um damit eine direkte Bindung zwischen Geldgeber und -nehmer herzustellen – man sieht somit unmittelbar, wie und wo das Geld individuell eingesetzt wird. Durch die weiterhin starke Ausbreitung günstiger Internetzugänge in Entwicklungsländern wird es immer leichter, solche individuellen Verbindungen herzustellen und Mikrokredite so überhaupt erst flächendeckend zu ermöglichen. In 2009 ermöglichte es die US-amerikanische Non-Profit-Organisation Zidisha erstmals, Peer-to-Peer-Kredite ohne lokalen Mittelsmann zu vergeben. Inspiriert wurde Zidisha dabei von Facebook und eBay, welche ebenfalls auf den direkten Dialog zwischen Geber und Nehmer setzen. Kredite bereits mit einem US-Dollar unterstützt werden.

### Freizeit
Schon lange vor dem Aufkommen des World Wide Webs war das Internet eine bedeutende Quelle des Müßiggangs. Dabei gab es so unterhaltungsorientierte Experimente wie Multi User Dungeons und Master of Orion, beheimatet auf Uni-Servern, aber auch humorvolle Usenet-Groups, die einen Großteil des Netzverkehrs auf sich zogen. YouTube beheimatet zahlreiche Videos, welche ausschließlich Unterhaltungscharakter haben bzw. amüsieren sollen. Zig Millionen Menschen nutzen Blogs und andere Formen der Kollaboration, um Ideen zu teilen oder in einen Diskurs zu treten, ohne dabei technikzentriert vorgehen zu müssen, beispielsweise durch das Programmieren einer Website oder das Aufsetzen eines eigenen Servers.
Auch Porno- und Glücksspielindustrie nutzen das Netz in allen nur denkbaren Varianten, z. B. mithilfe von Websites, über Tauschbörsen, für Chats und als Werbeplattform. Auch wenn es immer wieder Bestrebungen gibt, die Verbreitung von Pornographie zu reglementieren oder gar zu unterbinden, so sind diese Pläne, vor allem dank der dezentralen Struktur des Netzes, früher oder später gescheitert.
Eine sehr beliebte Art der Unterhaltung im digitalen Raum sind Multiplayer-Spiele. Diese Form des Spiels kreiert Gemeinschaften, führt Menschen unterschiedlichen Alters und Herkunft zusammen, um gemeinsam die dynamische Welt der Multiplayer Games zu genießen. Diese Spiele reichen von Massively Multiplayer Online Role-Playing Games (MMORPG) bis zu Ego-Shootern, von Computer-Rollenspielen bis zu Online-Glücksspiel. Dies hat die Freizeitgestaltung vieler Menschen entscheidend verändert, wenn nicht gar revolutioniert, da durch die Digitalisierung Spielformen populär geworden sind, die ohne sie gar nicht realisierbar gewesen wären.
Musik, Filme und andere Kreationen werden gern und oft genutzt, sowohl kostenlos als auch gegen Bezahlung und sowohl legal als auch illegal. Zwar hat die Digitalisierung neue, interessante Vertriebsstrukturen und -wege ermöglicht, aber auch die unkontrollierte Distribution von (kostenpflichtigen) Inhalten ist möglich, so dass es hier ein heiß diskutiertes Spannungsfeld von Urhebern und Nutzern gibt.
Die Nutzung des Internets zur Gewinnung von Informationen des Alltags wie Wetterberichte, Nachrichten und Sportergebnissen dürfte inzwischen als allgemein üblich bezeichnet werden können.
Synchrone wie asynchrone Kommunikation erfreuen sich ebenfalls sehr großer Beliebtheit. Die Netznutzer schreiben E-Mails, chatten oder nutzen interne Kommunikationskanäle, beispielsweise das den Usern vorbehaltene Nachrichtensystem von Facebook, um mit Freunden und Familie in Kontakt zu bleiben oder um neue Kontakte zu knüpfen.
Ebenfalls zunehmend beliebter ist Cloud Computing bzw. die Nutzung von Remote Services, die das Auslagern von Daten auf anderen Systemen ermöglichen. Der Vorteil ist die ortsunabhängige Nutzung, da man nicht mehr an den eigenen (ggf. immobilen) Rechner gebunden ist, aber es gibt auch Nachteile wie die Aufgabe direkter (materieller) Kontrolle über die eigenen Daten(speicher).

## Internetsoziologie in Deutschland
Während einige Wissenschaftler Internetsoziologie lediglich als einen Teil ihrer Tätigkeit bezeichnen, gilt der Soziologe Stephan G. Humer als Begründer des Forschungsfeldes Internetsoziologie mit der ersten Institutionalisierung im deutschsprachigen Raum (zu Beginn an der Universität der Künste Berlin bei Joachim Sauter, seit März 2016 als Forschungs- und Arbeitsbereich an der Hochschule Fresenius in Berlin).